# Lara Stone
Lara Catherina Stone (sinh ngày 20 tháng 12 năm 1983) là một người mẫu Hà Lan. Hiện nay Lara Stone là gương mặt quảng cáo chính của Calvin Klein.

## Tuổi thơ
Lara sinh ra tại Geldrop và sống ở Mierlo. Mẹ là người Hà Lan và cha là người Anh.

## Sự nghiệp
Lara được phát hiện tại Metro Paris khi cô 13 tuổi. Cô tham gia cuộc thi Elite Model Look vào năm 1999 khi 15 tuổi. Tuy không giành được chiến thắng nhưng gây được ấn tượng với ban giám khảo và sau đó Lara được ký hợp đồng làm việc với Elite. Sau nhiều năm làm việc cho Elite, đến năm 2006 cô chuyển sang công ty người mẫu IMG, trong năm đó cô được mở đầu cho sau diễn của Givenchy trong tuần lễ thời trang haute couture tại Paris.
Cô từng tham ra trình diễn cho Shiatzy Chen, Louis Vuitton, Chanel, Lanvin, Miu Miu, Fendi, MaxMara, Pollini, Prada, Anna Sui, Marc Jacobs, Michael Kors, Stella McCartney, Zac Posen, Balmain, Celine, Hermès, Jean Paul Gaultier, Dolce & Gabbana, D&G, Givenchy, Karl Lagerfeld, Missoni, Emanuel Ungaro, và Victoria's Secret. Stone từng là người mở đầu show diễn cho Giles Deacon, Isabel Marant, Christopher Kane, Fendi, và MaxMara, cũng là người kết thúc show của Diesel, Marc Jacobs, Stella McCartney và Balmain.Cô là người mẫu độc quyền của Prada nghĩa là cô không được tham gia show diễn ở Milan, New York trước khi show diễn của Prada diễn ra.
Lara Stone từng tham gia các chiến dịch quảng cáo của đồ trang điểm Calvin Klein, Calvin Klein Jeans, H&M, Jean Paul Gaultier, Time, DKNY Jeans, Nicole Farhi, Belstaff, CK Calvin Klein, Hugo Boss Orange, De' Type, Revlon, TSUM, Just Cavalli, Max Mara, Malizia by La Perla, Sisley, Jil Sander, Versace, Giorgio Armani, Louis Vitton, Prada,, Eres, Dsquared, và Givenchy(5 mùa liên tiếp). Cô lên trang bìa của nhiều tạp chí nổi tiếng liên tiếp trong nhiều năm liên tục như các phiên bản Vogue của Pháp, Ý, Anh, Nhật, Mỹ, tạp chí Elle, i - D, tạp chí W và tạp chí Love cùng với nhiều người mẫu nổi tiếng khác như Kate Moss và Daria Werbowy.
Stone cũng đã chụp ảnh cùng với Malgosia Bela, Daria Werbowy, Randal Moore, Mariacarla Boscono, Emanuela De Paula, Isabeli Fontana cho bộ lịch Pirelli 2009.
Stone lên trang bìa của tạp chí W vào tháng 8 năm 2009, Vogue Paris cũng bình chọn cô là một trong 30 người mẫu hàng đầu thập niên 2000.
Lara Stone đứng thứ nhất trong bảng xếp hạng 50 người mẫu do trang web Models.com bình chọn, cô đứng thứ 10 trong top 20 người mẫu gợi cảm nhất cũng do Models.com bình chọn và đứng thứ 13 trong top 25 người mẫu có thu nhập cao nhất thế giới cũng do trang web này bình chọn.
Stone tham gia chụp hình bộ lịch Pirelli 2011 do Karl Lagerfeld làm đạo diễn. Cô đã giành giải thưởng Người mẫu thời trang người Anh của năm 2010.

## Cuộc sống cá nhân
Tháng 9 năm 2009, Lara Stone và diễn viên người Anh David Walliams bắt đầu hẹn hò. Đến tháng 1 năm 2010 họ đính hôn và kết hôn vào ngày 16 tháng 5 năm 2010 tại khách sạn London's Claridge's. Trong đám cưới Lara mặc chiếc váy trị giá 30000 bảng Anh do nhà thiết kế Ricardo Tisci dành tặng.